# Anna Maria di Meclemburgo-Schwerin
Anna Maria di Meclemburgo-Schwerin (Schwerin, 1º luglio 1627 – Halle, 11 dicembre 1669) fu duchessa del Meclemburgo-Schwerin e duchessa di Sassonia-Weissenfels.

## Biografia
Anna Maria era la secondogenita del duca Adolfo Federico I di Meclemburgo-Schwerin, e della sua prima moglie, Anna Maria di Ostfriesland, figlia del conte Enno III della Frisia orientale. Nei documenti dei primi anni Anna Maria viene citata con un terzo nome, Dorotea, che poi si perde.
Poco dopo la sua nascita, mentre era ancora in corso la Guerra dei Trent'anni, Albrecht von Wallenstein, prese possesso di quello e di altri Ducati spingendo il Duca a mandare la figlia e altri due maschi dapprima in Svezia e poi in Danimarca perché trovassero rifugio presso la regina Sofia di Meclemburgo-Güstrow.
Nel 1629 Anna Maria andò presso il castello, vicino a Prettin, di Edvige di Danimarca, figlia di Sofia, perché potesse essere educata. Dodici anni dopo, nel 1641 Edvige morì ed Anna Maria tornò in patria dove il padre era tornato in possesso delle proprie terre, sua madre invece era già morta da qualche anno poco dopo la figlia minore Juliane. In quel frangente probabilmente conobbe la propria matrigna Maria Caterina di Brunswick insieme ai nuovi fratellastri. Sono rimaste anche diverse lettere scritte da Anna Maria al padre e viceversa che testimoniano un certo affetto reciproco.

## Matrimonio
Sposò, il 23 novembre 1647 a Schwerin, Augusto di Sassonia-Weissenfels, figlio di Giovanni Giorgio I di Sassonia e di Maddalena Sibilla di Hohenzollern. Ebbero dodici figli:
- Maddalena Sibilla (1648-1681), sposò Federico I di Sassonia-Gotha-Altenburg;
- Giovanni Adolfo I (1649-1697), sposò in prime nozze Giovanna Maddalena di Sassonia-Altenburg e in seconde nozze Cristina Guglielmina di Bünau;
- Augusto (1650-1674), sposò Carlotta d'Assia-Eschwege;
- Cristiano (1652-1689);
- Anna Maria (28 febbraio 1653-17 febbraio 1671);
- Sofia (1654-1724), sposò Carlo Guglielmo di Anhalt-Zerbst;
- Caterina (12 settembre 1655-21 aprile 1663);
- Cristina (25 agosto 1656-27 aprile 1698), sposò Augusto Federico di Holstein-Gottorp;
- Enrico (1657-1728), sposò Elisabetta Albertina di Anhalt-Dessau;
- Alberto (1659-1692), sposò Cristiana Teresa di Lowenstein-Wertheim-Rochefort;
- Elisabetta (25 agosto 1660-11 maggio 1663);
- Dorotea (17 dicembre 1662-12 maggio 1663).

Il 22 aprile 1657, in ottemperanza della volontà di Giovanni Giorgio, Augusto ricevette le città di Weißenfels e Querfurt, così che il loro titolo divenne quello di Duchi di Sassonia-Weissenfels.

## Morte
Anna Maria morì ad Halle l'11 dicembre 1669 e venne sepolta nella cattedrale di Weißenfels insieme alle tre figlie che aveva perduto.

## Ascendenza
|                                           |                                   |                                | Genitori                |  |  | Nonni |  |  | Bisnonni                                   |  |  | Trisnonni                          |  |
|                                           |                                   |                                |                         |  |  |       |  |  | Giovanni Alberto I di Meclemburgo-Schwerin |  |  | Alberto VII di Meclemburgo-Güstrow |  |
|                                           |                                   |                                |                         |  |  |       |  |  | Giovanni Alberto I di Meclemburgo-Schwerin |  |  | Alberto VII di Meclemburgo-Güstrow |  |
|                                           |                                   | Anna di Brandeburgo            |                         |  |  |       |  |  | Giovanni Alberto I di Meclemburgo-Schwerin |  |  |                                    |  |
| Giovanni VII di Meclemburgo-Schwerin      |                                   |                                |                         |  |  |       |  |  | Giovanni Alberto I di Meclemburgo-Schwerin |  |  |                                    |  |
|                                           |                                   | Anna Sofia di Prussia          | Alberto I di Prussia    |  |  |       |  |  |                                            |  |  |                                    |  |
|                                           |                                   | Anna Sofia di Prussia          | Alberto I di Prussia    |  |  |       |  |  |                                            |  |  |                                    |  |
|                                           |                                   | Anna Sofia di Prussia          | Dorotea di Danimarca    |  |  |       |  |  |                                            |  |  |                                    |  |
| Adolfo Federico I di Meclemburgo-Schwerin |                                   | Anna Sofia di Prussia          |                         |  |  |       |  |  |                                            |  |  |                                    |  |
|                                           |                                   | Adolfo di Holstein-Gottorp     | Federico I di Danimarca |  |  |       |  |  |                                            |  |  |                                    |  |
|                                           |                                   | Adolfo di Holstein-Gottorp     | Federico I di Danimarca |  |  |       |  |  |                                            |  |  |                                    |  |
|                                           |                                   | Adolfo di Holstein-Gottorp     | Sofia di Pomerania      |  |  |       |  |  |                                            |  |  |                                    |  |
| Sofia di Holstein-Gottorp                 |                                   | Adolfo di Holstein-Gottorp     |                         |  |  |       |  |  |                                            |  |  |                                    |  |
|                                           |                                   | Cristina d'Assia               | Filippo I d'Assia       |  |  |       |  |  |                                            |  |  |                                    |  |
|                                           |                                   | Cristina d'Assia               | Filippo I d'Assia       |  |  |       |  |  |                                            |  |  |                                    |  |
|                                           |                                   | Cristina d'Assia               | Cristina di Sassonia    |  |  |       |  |  |                                            |  |  |                                    |  |
| Anna Maria di Meclemburgo-Schwerin        |                                   | Cristina d'Assia               |                         |  |  |       |  |  |                                            |  |  |                                    |  |
|                                           | Edzardo II della Frisia orientale | Enno II della Frisia orientale |                         |  |  |       |  |  |                                            |  |  |                                    |  |
|                                           | Edzardo II della Frisia orientale | Enno II della Frisia orientale |                         |  |  |       |  |  |                                            |  |  |                                    |  |
|                                           | Edzardo II della Frisia orientale | Anna di Oldenburg              |                         |  |  |       |  |  |                                            |  |  |                                    |  |
| Enno III della Frisia orientale           | Edzardo II della Frisia orientale |                                |                         |  |  |       |  |  |                                            |  |  |                                    |  |
|                                           |                                   | Caterina Vasa                  | Gustavo I di Svezia     |  |  |       |  |  |                                            |  |  |                                    |  |
|                                           |                                   | Caterina Vasa                  | Gustavo I di Svezia     |  |  |       |  |  |                                            |  |  |                                    |  |
|                                           |                                   | Caterina Vasa                  | Margherita Leijonhufvud |  |  |       |  |  |                                            |  |  |                                    |  |
| Anna Maria della Frisia orientale         |                                   | Caterina Vasa                  |                         |  |  |       |  |  |                                            |  |  |                                    |  |
|                                           |                                   | Adolfo di Holstein-Gottorp     | Federico I di Danimarca |  |  |       |  |  |                                            |  |  |                                    |  |
|                                           |                                   | Adolfo di Holstein-Gottorp     | Federico I di Danimarca |  |  |       |  |  |                                            |  |  |                                    |  |
|                                           |                                   | Adolfo di Holstein-Gottorp     | Sofia di Pomerania      |  |  |       |  |  |                                            |  |  |                                    |  |
| Anna di Holstein-Gottorp                  |                                   | Adolfo di Holstein-Gottorp     |                         |  |  |       |  |  |                                            |  |  |                                    |  |
|                                           |                                   | Cristina d'Assia               | Filippo I d'Assia       |  |  |       |  |  |                                            |  |  |                                    |  |
|                                           |                                   | Cristina d'Assia               | Filippo I d'Assia       |  |  |       |  |  |                                            |  |  |                                    |  |
|                                           |                                   | Cristina d'Assia               | Cristina di Sassonia    |  |  |       |  |  |                                            |  |  |                                    |  |
|                                           |                                   | Cristina d'Assia               |                         |  |  |       |  |  |                                            |  |  |                                    |  |